# Puchar Króla (2022/2023)
Puchar Króla (2022/2023) – 119. edycja Pucharu Króla. Rozgrywki rozpoczęły się 19 października 2022 i zakończyły się finałem rozgrywanym na Estadio La Cartuja w Sewilli 6 maja 2023.  W finale Real Madryt pokonał CA Osasunę 2:1.

## Zakwalifikowane drużyny
Poniższe drużyny zakwalifikowały się do udziału w Pucharze Króla 2022/2023:
4 półfinalistów Superpucharu Hiszpanii 2022/2023:
| - FC Barcelona - Real Betis | - Real Madryt - Valencia CF |

16 drużyn z Primera División (2021/2022):
| - Deportivo Alavés - Atlético Madryt - Athletic Bilbao - Cádiz CF - Celta Vigo - Elche CF - RCD Espanyol - Getafe CF | - Granada CF - Levante UD - RCD Mallorca - CA Osasuna - Real Sociedad - Sevilla FC - Rayo Vallecano - Villarreal CF |

22 zespoły z Segunda División (2021/2022):
| - AD Alcorcón - UD Almería - SD Amorebieta - Burgos CF - FC Cartagena - SD Eibar - CF Fuenlabrada - Girona FC - SD Huesca - UD Ibiza - UD Las Palmas | - CD Leganés - CD Lugo - Málaga CF - CD Mirandés - SD Ponferradina - Real Oviedo - CE Sabadell FC - Sporting Gijón - CD Tenerife - Real Valladolid - Real Saragossa |

10 zespołów z Primera División RFEF (2021/2022). Zespoły z pięciu najlepszych miejsc z czterech grup (oprócz drużyn rezerw) oraz pięć drużyn z największą ilością punktów (nie wliczając drużyn rezerw):
| - Albacete Balompié - FC Andorra - Atlético Baleares - Deportivo La Coruña - Gimnàstic de Tarragona | - Linares Deportivo - Racing Ferrol - Racing Santander - Rayo Majadahonda - UD Logroñés |

25 drużyn z Segunda División RFEF (2021/2022). Zwycięzcy każdej z osiemnastu grup (oprócz drużyn rezerw):
| - Arenas Club de Getxo - CP Cacereño - AD Ceuta FC - Córdoba CF - CD Coria - Coruxo FC - Cristo Atlético - CD Eldense - SD Gernika - Hércules CF - Ibiza Islas Pitiusas - CF Intercity - CF La Nucía | - Lleida Esportiu - Mérida AD - Real Murcia - CD Numancia - Peña Deportiva - Pontevedra CF - CDA Navalcarnero - Racing Rioja CF - AD San Juan - Sestao River - CD Teruel - Unión Adarve |

25 drużyn z Tercera División RFEF (2021/2022). Zwycięzcy każdej z osiemnastu grup (oprócz drużyn rezerw) plus siedem najlepszych drużyn z drugich miejsc:
| - CD Alfaro - SD Almazán - CD Arnedo - Atlético Paso - Atlético Saguntino - SD Beasain - CA Cirbonero - CD Diocesano - Gimnástica de Torrelavega - CD Guadalajara - CD Guijuelo - Huétor Tájar - Juventud Torremolinos | - Las Rozas CF - CD Lealtad - CD Manacor - CE Manresa - UE Olot - Ourense CF - Quintanar del Rey - Recreativo de Huelva - Utebo FC - CD Utrera - CF Vimenor - Yeclano Deportivo |

4 półfinaliści Copa Federación z sezonu 2021/2022:
| - UD Alzira - CD Arenteiro | - Real Unión - San Roque Lepe |

20 drużyn z niezakwalifikowanych do piątego poziomu hiszpańskich rozgrywek z sezonu 2021/2022:
| - CD Algar - CD Amigó - Atlético Lugones - CD Autol - UD Barbadás - CE Cardassar - CD Cazalegas - Ceuta 6 de Junio - Dinamo San Juan - CD Fuentes | - CD L'Alcora - Los Yébenes San Bruno - Melilla CD - CFJ Mollerussa - Montilla CF - CD Rincón - CD Santa Amalia - Turégano CF - Universitario FC - Velarde CF |

## Harmonogram i format rozgrywek
W sierpniu 2022 roku RFEF potwierdził kalendarz Pucharu Króla w sezonie 2022/2023 i potwierdził, że zostanie rozegranym w tym samym formacie co w zeszłym sezonie.
| Runda          | Data losowania       | Terminy meczów                   | Ilość meczów | Liczba zespołów                                                                                         | Drużyny wchodzące do gry |
| -------------- | -------------------- | -------------------------------- | ------------ | --- | --- |
| Runda wstępna  | 3 października 2022  | 19 października 2022             | 10           | 125 → 115                                                                                               | Nowi uczestnicy: Kluby zakwalifikowane do piątego poziomu rozgrywek 2020–21 Rozstawienie przeciwników: Zespoły rozstawione zgodnie z kryteriami bliskości. Rozstawianie drużyn lokalnych: Losowanie. Typ turnieju pucharowego: pojedynczy mecz. |
| Pierwsza runda | 24 października 2022 | 12 listopada – 13 listopada 2022 | 55           | 110 → 55                                                                                                | Nowi uczestnicy: Wszystkie zakwalifikowane drużyny z wyjątkiem czterech uczestników Superpucharu Hiszpanii. Rozstawianie przeciwników: Drużyny z La Liga zmierzyły się z drużynami z najniższych dywizji. Cztery pozostałe drużyny zmierzą się z drużynami z Segunda División B. Rozstawianie drużyn lokalnych: Mecz rozgrywany u siebie w drużynie z niższej ligi. Typ turnieju pucharowego: pojedynczy mecz. |
| Druga runda    | 16 listopada 2022    | 20 – 22 grudnia 2022             | 28           | 56 → 28                                                                                                 | Rozstawianie przeciwników: Drużyny z najniższych dywizji zmierzą się z drużynami La Liga. Rozstawianie drużyn lokalnych: mecz rozgrywany u siebie w drużynie z niższej ligi. Typ turnieju pucharowego: pojedynczy mecz. |
| 1/16 finału    | 23 grudnia 2022      | 3 – 5 stycznia 2023              | 16           | 32 → 16                                                                                                 | Nowi uczestnicy: Do gry wchodzą czterej uczestnicy Superpucharu Hiszpanii. Rozstawianie przeciwników: Drużyny z najniższych dywizji zmierzą się z drużynami La Liga Rozstawianie drużyn lokalnych: Mecz rozgrywany u siebie w drużynie z niższej ligi. Typ turnieju pucharowego: pojedynczy mecz. |
| 1/8 finału     | 7 stycznia 2023      | 17 – 19 stycznia 2023            | 8            | 16 → 8                                                                                                  | Rozstawianie przeciwników: Drużyny z najniższych dywizji zmierzą się z drużynami La Liga Rozstawianie drużyn lokalnych: mecz rozgrywany u siebie w drużynie z niższej ligi. Typ turnieju pucharowego: pojedynczy mecz. |
| 1/4 finału     | 20 stycznia 2023     | 24 – 26 stycznia 2023            | 4            | 8 → 4                                                                                                   | Rozstawianie przeciwników: Losowanie Rozstawianie drużyn lokalnych: mecz rozgrywany u siebie w drużynie z niższej ligi. Typ turnieju pucharowego: pojedynczy mecz. |
| 1/2 finału     |                      | 7 – 9 lutego 2023                | 4            | 4 → 2                                                                                                   | Rozstawianie przeciwników: Losowanie. Rozstawianie drużyn lokalnych: mecz rozgrywany u siebie w drużynie z niższej ligi. Typ turnieju pucharowego: dwumecz. |
| 1/2 finału     | 1 – 3 marca 2023     |                                  | 4            | 4 → 2                                                                                                   | Rozstawianie przeciwników: Losowanie. Rozstawianie drużyn lokalnych: mecz rozgrywany u siebie w drużynie z niższej ligi. Typ turnieju pucharowego: dwumecz. |
| Finał          | 6 maja 2023          | 1                                | 2 → 1        | Pojedynczy mecz rozgrywany na Estadio La Cartuja w Sewilli. Zwycięzca awansował do Ligi Europy 2023/24. | |

## Runda wstępna
Drużyny rozlosowano według kryterium geograficznego, aby zespoły gości miały możliwie najmniejszą odległość do przebycia na mecz.
Spotkania rozegrano 19 października 2022 (rozegrany został jeden mecz).
| Drużyna 1            | Wynik       | Drużyna 2             |
| -------------------- | ----------- | --------------------- |
| 19 października 2022 |             |                       |
| Ceuta 6 de Junio     | 0:3         | CD L'Alcora           |
| CD Amigó             | 0:3         | CD Fuentes            |
| Velarde CF           | 1:0         | Turégano CF           |
| CD Autol             | 1:1 (k.8:7) | Dinamo San Juan       |
| CD Algar             | 4:1         | Melilla CD            |
| CD Santa Amalia      | 2:1         | Universitario FC      |
| UD Barbadás          | 2:1         | Atlético Lugones      |
| CFJ Mollerussa       | 4:2         | CE Cardassar          |
| Montilla CF          | 0:0 (k.4:5) | CD Rincón             |
| CD Cazalegas         | 2:1         | Los Yébenes San Bruno |

## Pierwsza runda
W tej rundzie udział wzięły drużyny zwycięskie z Rundy wstępnej a także wszystkie pozostałe drużyny z wyjątkiem półfinalistów Superpucharu Hiszpanii. Zespoły zostały rozlosowane tak, aby drużyny z Primera División zmierzyły się z drużynami z niższych dywizji. Losowanie odbyło się 24 października 2022.
Spotkania rozegrano pomiędzy 12 listopada a 13 listopada 2022 (rozegrany został jeden mecz).
| Drużyna 1                 | Wynik          | Drużyna 2           |
| ------------------------- | -------------- | ------------------- |
| 12 listopada 2022         |                |                     |
| CD Fuentes                | 1:4            | CA Osasuna          |
| UD Barbadás               | 0:2            | Real Valladolid     |
| CD Manacor                | 1:3            | FC Andorra          |
| UE Olot                   | 0:4            | Levante UD          |
| CD Guijuelo               | 2:0            | Deportivo La Coruña |
| Atlético Saguntino        | 1:0 (po dogr.) | SD Amorebieta       |
| CDA Navalcarnero          | 1:3 (po dogr.) | UD Logroñés         |
| Huétor Tájar              | 0:3 (po dogr.) | Albacete Balompié   |
| CD Guadalajara            | 2:1            | SD Ponferradina     |
| SD Gernika                | 0:0 (k.6:5)    | CD Leganés          |
| Arenas Club de Getxo      | 1:0            | CD Lugo             |
| SD Beasain                | 2:3 (po dogr.) | Sporting Gijón      |
| Racing Rioja CF           | 0:2            | Gimnàstic Tarragona |
| Sestao River              | 1:0            | Racing de Ferrol    |
| CD Utrera                 | 0:1            | AD Ceuta FC         |
| CD L'Alcora               | 0:3            | Elche CF            |
| CD Autol                  | 0:6            | RCD Mallorca        |
| Cristo Atlético           | 0:2 (po dogr.) | UD Ibiza            |
| CP Cacereño               | 3:0            | Córdoba CF          |
| CD Coria                  | 2:0            | Fuenlabrada         |
| CD Santa Amalia           | 0:9            | Villarreal CF       |
| CD Rincón                 | 0:3            | RCD Espanyol        |
| SD Almazán                | 0:2            | Atlético Madryt     |
| 13 listopada 2022         |                |                     |
| Atlético Paso             | 1:1 (k.3:2)    | Real Murcia         |
| CFJ Mollerussa            | 1:3            | Rayo Vallecano      |
| Quintanar del Rey         | 1:2 (po dogr.) | Girona FC           |
| CF Vimenor                | 0:2            | CD Mirandés         |
| CD Diocesano              | 1:0            | Real Saragossa      |
| CD Lealtad                | 0:2            | CD Tenerife         |
| Las Rozas CF              | 0:3            | SD Eibar            |
| Peña Deportiva            | 1:1 (k.7:8)    | Málaga CF           |
| CD Alfaro                 | 0:1            | FC Cartagena        |
| Recreativo Huelva         | 0:0 (k.3:4)    | Burgos CF           |
| Gimnástica de Torrelavega | 2:3 (po dogr.) | Real Oviedo         |
| Juventud Torremolinos     | 2:2 (k.4:2)    | SD Huesca           |
| Ibiza Islas Pitiusas      | 3:1            | Rayo Majadahonda    |
| CE Manresa                | 1:3            | Pontevedra CF       |
| CD Arnedo                 | 1:1 (k.4:3)    | Atlético Baleares   |
| Unión Adarve              | 1:2            | Linares Deportivo   |
| Hércules CF               | 2:4 (po dogr.) | CF La Nucía         |
| Velarde CF                | 0:2            | Sevilla FC          |
| CD Algar                  | 1:6            | Celta Vigo          |
| CA Cirbonero              | 0:1            | CF Intercity        |
| CD Teruel                 | 0:1            | UD Las Palmas       |
| Yeclano Deportivo         | 2:3            | Granada CF          |
| Coruxo FC                 | 2:2 (k.2:4)    | CD Eldense          |
| AD San Juan               | 0:2            | CD Numancia         |
| Ourense CF                | 1:1 (k.2:4)    | AD Alcorcón         |
| Lleida Esportiu           | 0:1            | Deportivo Alavés    |
| Utebo FC                  | 2:2 (k.3:4)    | Mérida AD           |
| Real Unión                | 3:2            | Cádiz CF            |
| San Roque Lepe            | 2:3 (po dogr.) | Getafe CF           |
| CD Cazalegas              | 1:4            | Real Sociedad       |
| UD Alzira                 | 0:2            | Athletic Bilbao     |
| CD Arenteiro              | 2:0            | UD Almería          |

## Druga runda
Zespoły rozlosowano tak, by drużyny z Primera División zmierzyły się z ekipami z niższych lig.
Spotkania rozegrano pomiędzy 20 a 22 grudnia 2022 (rozegrany został jeden mecz).
| Drużyna 1             | Wynik          | Drużyna 2         |
| --------------------- | -------------- | ----------------- |
| 20 grudnia 2022       |                |                   |
| CD Guadalajara        | 0:3            | Elche CF          |
| CD Diocesano          | 0:2            | Getafe CF         |
| CF Intercity          | 2:0            | CD Mirandés       |
| Real Unión            | 0:1            | RCD Mallorca      |
| Sestao River          | 0:1            | Athletic Bilbao   |
| CD Guijuelo           | 1:2 (po dogr.) | Villarreal CF     |
| Atlético Paso         | 0:1            | RCD Espanyol      |
| AD Alcorcón           | 1:1 (k.2:4)    | FC Cartagena      |
| 21 grudnia 2022       |                |                   |
| Atlético Saguntino    | 0:0 (k.1:3)    | Rayo Vallecano    |
| Ibiza Islas Pitiusas  | 1:0            | SD Eibar          |
| Mérida AD             | 0:1            | Deportivo Alavés  |
| CD Numancia           | 0:3            | Sporting Gijón    |
| Levante UD            | 2:1            | FC Andorra        |
| Arenas Club de Getxo  | 1:5            | Real Valladolid   |
| Juventud Torremolinos | 0:3            | Sevilla FC        |
| CD Arnedo             | 1:3            | CA Osasuna        |
| CD Coria              | 0:5            | Real Sociedad     |
| UD Logroñés           | 0:0 (k.4:3)    | Albacete Balompié |
| AD Ceuta FC           | 3:2            | UD Ibiza          |
| Pontevedra CF         | 2:1            | CD Tenerife       |
| 22 grudnia 2022       |                |                   |
| SD Gernika            | 0:3            | Celta Vigo        |
| CP Cacereño           | 2:1            | Girona FC         |
| Linares Deportivo     | 1:0            | Racing Santander  |
| CD Eldense            | 1:0            | Burgos CF         |
| CD Arenteiro          | 1:3            | Atlético Madryt   |
| Gimnàstic Tarragona   | 2:1            | Málaga CF         |
| CF La Nucía           | 0:0 (k.6:5)    | UD Las Palmas     |
| Real Oviedo           | 1:0            | Granada CF        |

## 1/16 finału
Cztery drużyny uczestniczące w półfinałach Superpucharu Hiszpanii 2021/22 zostały najpierw wylosowane z drużynami z najniższej kategorii. Po nich wszystkie pozostałe drużyny z najniższych kategorii zmierzyły się z resztą drużyn La Liga.
Spotkania rozegrano pomiędzy 3 a 5 stycznia 2023 (rozegrany został jeden mecz).
| Drużyna 1            | Wynik          | Drużyna 2       |
| -------------------- | -------------- | --------------- |
| 3 stycznia 2023      |                |                 |
| RCD Espanyol         | 3:1 (po dogr.) | Celta Vigo      |
| CF La Nucía          | 0:3            | Valencia CF     |
| FC Cartagena         | 1:5            | Villarreal CF   |
| CP Cacereño          | 0:1            | Real Madryt     |
| AD Ceuta FC          | 1:0            | Elche CF        |
| Sporting Gijón       | 2:0            | Rayo Vallecano  |
| Levante UD           | 3:2            | Getafe CF       |
| 4 stycznia 2023      |                |                 |
| Linares Deportivo    | 0:5            | Sevilla FC      |
| UD Logroñés          | 0:1            | Real Sociedad   |
| Pontevedra CF        | 0:2 (po dogr.) | RCD Mallorca    |
| Real Oviedo          | 0:2            | Atlético Madryt |
| CF Intercity         | 3:4 (po dogr.) | FC Barcelona    |
| Deportivo Alavés     | 1:0            | Real Valladolid |
| 5 stycznia 2023      |                |                 |
| Ibiza Islas Pitiusas | 1:4            | Real Betis      |
| Gimnàstic Tarragona  | 1:2 (po dogr.) | CA Osasuna      |
| CD Eldense           | 1:6            | Athletic Bilbao |

### Mecze
| 3 stycznia 2023 | RCD Espanyol                          | 3:1 (pd.)       | Celta Vigo    |                                                                                  |
| 19:00 CET       | Puado 56' · Darder 56' · Melamed 118' | (0:1, 1:1, 2:1) | 15' Paciência | RCDE Stadium, Cornellà de Llobregat Widzów: 20 050 Sędzia: Juan Martínez Munuera |

| 3 stycznia 2023 | CF La Nucía | 0:3   | Valencia CF                         |                                                                        |
| 19:00 CET       |             | (0:2) | 3' Kluivert · 31' Moriba · 72' Duro | Estadio Camilo Cano, La Nucia Widzów: 7 000 Sędzia: Mario Melero López |

| 3 stycznia 2023 | FC Cartagena | 1:5   | Villarreal CF                                                      |                                                                                     |
| 19:00 CET       | Vázquez 39'  | (1:0) | 49' Baena · 56' Danjuma · 60' Morales · 85' Chukwueze · 90' Capoue | Estadio Cartagonova, Kartagena Widzów: 14 800 Sędzia: Alejandro Hernández Hernández |

| 3 stycznia 2023 | CP Cacereño | 0:1   | Real Madryt |                                                                                    |
| 21:00 CET       |             | (0:0) | 69' Rodrygo | Estadio Príncipe Felipe, Cáceres Widzów: 15 000 Sędzia: Guillermo Cuadra Fernández |

| 3 stycznia 2023 | AD Ceuta FC    | 1:0   | Elche CF |                                                                            |
| 21:00 CET       | Rodri 44' (k.) | (1:0) |          | Estadio Alfonso Murube, Ceuta Widzów: 2 483 Sędzia: Jorge Figueroa Vázquez |

| 3 stycznia 2023 | Sporting Gijón       | 2:0   | Rayo Vallecano |                                                              |
| 21:00 CET       | Milovanović 57', 88' | (0:0) |                | El Molinón, Gijón Widzów: 17 423 Sędzia: Juan Pulido Santana |

| 3 stycznia 2023 | Levante UD                             | 3:2   | Getafe CF      |                                                                                   |
| 21:00 CET       | Postigo 52' · Muñoz 62' · Wesley 90+1' | (0:1) | 34', 56' Munir | Estadio Ciudad de Valencia, Walencja Widzów: 11 403 Sędzia: José Sánchez Martínez |

| 4 stycznia 2023 | Linares Deportivo | 0:5   | Sevilla FC                                                  |                                                                         |
| 19:00 CET       |                   | (0:2) | 37', 40', 74' En-Nesyri · 57' (sam.) Squadrone · 69' Lamela | Estadio de Linarejos, Linares Widzów: 9 500 Sędzia: Antonio Mateu Lahoz |

| 4 stycznia 2023 | UD Logroñés | 0:1   | Real Sociedad |                                                                           |
| 19:00 CET       |             | (0:1) | 33' Navarro   | Estadio Las Gaunas, Logroño Widzów: 15 000 Sędzia: Pablo González Fuertes |

| 4 stycznia 2023 | Pontevedra CF | 0:2 (pd.)       | RCD Mallorca            |                                                                                         |
| 19:00 CET       |               | (0:0, 0:0, 0:2) | 97' Prats · 104' Muriqi | Estadio Municipal de Pasarón, Pontevedra Widzów: 10 500 Sędzia: Carlos del Cerro Grande |

| 4 stycznia 2023 | Real Oviedo | 0:2   | Atlético Madryt            |                                                                             |
| 20:00 CET       |             | (0:1) | 24' Llorente · 83' Barrios | Estadio Carlos Tartiere, Oviedo Widzów: 27 303 Sędzia: Alejandro Muñiz Ruiz |

| 4 stycznia 2023 | CF Intercity            | 3:4 (pd.)       | FC Barcelona                                       |                                                                                 |
| 21:00 CET       | Soldevila 59', 74', 86' | (0:1, 3:3, 3:4) | 4' Araújo · 66' Dembélé · 77' Raphinha · 103' Fati | Estadio José Rico Pérez, Alicante Widzów: 26 000 Sędzia: Valentín Pizarro Gómez |

| 4 stycznia 2023 | Deportivo Alavés | 1:0   | Real Valladolid |                                                                                   |
| 21:00 CET       | Sylla 11'        | (1:0) |                 | Estadio de Mendizorroza, Vitoria-Gasteiz Widzów: 8 800 Sędzia: Miguel Ortiz Arias |

| 5 stycznia 2023 | Ibiza Islas Pitiusas | 1:4   | Real Betis                                                       |                                                                      |
| 16:00 CET       | Bernal 26'           | (1:0) | 54' Willian José · 58' González · 81' (sam.) Murua · 90+3' Fekir | Can Misses 3, Ibiza Widzów: 1 170 Sędzia: Javier Iglesias Villanueva |

| 5 stycznia 2023 | Gimnàstic Tarragona | 1:2 (pd.)       | CA Osasuna                    |                                                                                        |
| 16:00 CET       | Fernández 78'       | (0:1, 1:1, 1:1) | 16' Kike · 112' (sam.) Montes | Nou Estadi de Tarragona, Tarragona Widzów: 8 282 Sędzia: Isidro Díaz de Mera Escuderos |

| 5 stycznia 2023 | CD Eldense  | 1:6   | Athletic Bilbao                                                                       |                                                                             |
| 21:00 CET       | Soberón 67' | (0:2) | 35' N. Williams · 41', 65' Berenguer · 59' Zarraga · 74' (sam.) Correia · 90' Muniain | Estadio Nuevo Pepico Amat, Elda Widzów: 5 700 Sędzia: Javier Alberola Rojas |

## 1/8 finału
W pierwszej kolejności drużyny La Liga zostały dolosowane do zespołów z niższych lig. Pozostałe zespoły La Liga zostały rozlosowane między sobą. Losowanie odbyło się 7 stycznia 2023.
Spotkania rozegrano pomiędzy 17 a 19 stycznia 2023 (rozegrany został jeden mecz).
| Drużyna 1        | Wynik       | Drużyna 2       |
| ---------------- | ----------- | --------------- |
| 17 stycznia 2023 |             |                 |
| Real Sociedad    | 1:0         | RCD Mallorca    |
| Deportivo Alavés | 0:1         | Sevilla FC      |
| 18 stycznia 2023 |             |                 |
| Sporting Gijón   | 0:4         | Valencia CF     |
| Athletic Bilbao  | 1:0         | RCD Espanyol    |
| Real Betis       | 2:2 (k.2:4) | CA Osasuna      |
| Levante UD       | 0:2         | Atlético Madryt |
| 19 stycznia 2023 |             |                 |
| AD Ceuta FC      | 0:5         | FC Barcelona    |
| Villarreal CF    | 2:3         | Real Madryt     |

### Mecze
| 17 stycznia 2023 | Real Sociedad | 1:0   | RCD Mallorca |                                                                                    |
| 19:00 CET        | Navarro 5'    | (1:0) |              | Estadio Anoeta, San Sebastián Widzów: 23 408 Sędzia: Alejandro Hernández Hernández |

| 17 stycznia 2023 | Deportivo Alavés | 0:1   | Sevilla FC |                                                                                  |
| 21:00 CET        | Rakitić 48'      | (0:0) |            | Estadio de Mendizorroza, Vitoria-Gasteiz Widzów: 12 217 Sędzia: César Soto Grado |

| 18 stycznia 2023 | Sporting Gijón | 0:4   | Valencia CF                               |                                                               |
| 19:00 CET        |                | (0:3) | 10', 39' Cavani · 21' Kluivert · 64' Lino | El Molinón, Gijón Widzów: 14 625 Sędzia: José Munuera Montero |

| 18 stycznia 2023 | Athletic Bilbao | 1:0   | RCD Espanyol |                                                              |
| 20:00 CET        | De Marcos 27'   | (1:0) |              | San Mamés, Bilbao Widzów: 37 564 Sędzia: Juan Pulido Santana |

| 18 stycznia 2023 | Real Betis                               | 2:2 (pd.)               | CA Osasuna                            |                                                                                 |
| 21:00 CET        | Carvalho 62' · Sabaly 103'               | (0:0, 1:1, 2:1, k. 2:4) | 90+1' D. García · 106' R. García      | Estadio Benito Villamarín, Sewilla Widzów: 35 817 Sędzia: Javier Alberola Rojas |
| 21:00 CET        | · Iglesias · Morón · Canales · Rodríguez | Rzuty karne             | · Ávila · Budimir · Moncayola · Barja | Estadio Benito Villamarín, Sewilla Widzów: 35 817 Sędzia: Javier Alberola Rojas |

| 18 stycznia 2023 | Levante UD | 0:2   | Atlético Madryt             |                                                                                    |
| 21:00 CET        |            | (0:0) | 54' Morata · 90+1' Llorente | Estadio Ciudad de Valencia, Walencja Widzów: 18 000 Sędzia: Jorge Figueroa Vázquez |

| 19 stycznia 2023 | AD Ceuta FC | 0:5   | FC Barcelona                                                |                                                                           |
| 20:00 CET        |             | (0:1) | 41' Raphinha · 50', 90' Lewandowski · 70' Fati · 77' Kessié | Estadio Alfonso Murube, Ceuta Widzów: 7 000 Sędzia: Juan Martínez Munuera |

| 19 stycznia 2023 | Villarreal CF             | 2:3   | Real Madryt                               |                                                                            |
| 21:00 CET        | Capoue 4' · Chukwueze 42' | (2:0) | 57' Vinícius · 69' Militão · 86' Ceballos | Estadio de la Cerámica, Vila-real Widzów: 20 124 Sędzia: Jesús Gil Manzano |

## Ćwierćfinały
Spotkania rozegrano w dniach 25-26 stycznia 2023 (rozegrany został jeden mecz). Losowanie odbyło się 20 stycznia 2023.
| Drużyna 1        | Wynik          | Drużyna 2       |
| ---------------- | -------------- | --------------- |
| 25 stycznia 2023 |                |                 |
| FC Barcelona     | 1:0            | Real Sociedad   |
| CA Osasuna       | 2:1 (po dogr.) | Sevilla FC      |
| 26 stycznia 2023 |                |                 |
| Valencia CF      | 1:3            | Athletic Bilbao |
| Real Madryt      | 3:1 (po dogr.) | Atlético Madryt |

### Mecze
| 25 stycznia 2023 | FC Barcelona | 1:0   | Real Sociedad |                                                              |
| 21:00 CET        | Dembélé 52'  | (0:0) |               | Camp Nou, Barcelona Widzów: 59 610 Sędzia: Jesús Gil Manzano |

| 25 stycznia 2023 | CA Osasuna                 | 2:1 (pd.)       | Sevilla FC      |                                                                                 |
| 22:00 CET        | Ávila 71' · Ezzalzouli 99' | (0:0, 1:1, 2:1) | 90+4' En-Nesyri | Estadio El Sadar, Pampeluna Widzów: 19 724 Sędzia: Ricardo de Burgos Bengoetxea |

| 26 stycznia 2023 | Valencia CF          | 1:3   | Athletic Bilbao                                |                                                                           |
| 20:00 CET        | De Marcos 43' (sam.) | (1:2) | 35' Muniain · 45' N. Williams · 74' (k.) Vesga | Estadio Mestalla, Walencja Widzów: 45 040 Sędzia: Carlos del Cerro Grande |

| 26 stycznia 2023 | Real Madryt                                  | 3:1 (pd.)       | Atlético Madryt |                                                            |
| 21:00 CET        | Rodrygo 79' · Benzema 104' · Vinícius 120+1' | (0:1, 1:1, 2:1) | 19' Morata      | Estadio Santiago Bernabéu, Madryt Sędzia: César Soto Grado |

## Półfinały
Przeprowadzone w formule dwumeczów. Pierwsze spotkania rozegrano w dniach 1-2 marca natomiast rewanże w dniach 4-5 kwietnia 2023. Losowanie odbyło się 30 stycznia 2023.
| Drużyna 1                            | Wynik dwumeczu | Drużyna 2       | Pierwszy mecz | Drugi mecz  |
| ------------------------------------ | -------------- | --------------- | ------------- | ----------- |
| CA Osasuna                           | 2:1            | Athletic Bilbao | 1:0           | 1:1 (dogr.) |
| Real Madryt                          | 4:1            | FC Barcelona    | 0:1           | 4:0         |
| Po lewej gospodarz pierwszego meczu. |                |                 |               |             |

### Pierwsze mecze
| 1 marca 2023 | CA Osasuna     | 1:0   | Athletic Bilbao |                                                                      |
| 21:00 CET    | Ezzalzouli 47' | (0:0) |                 | Estadio El Sadar, Pampeluna Widzów: 23 026 Sędzia: Jesús Gil Manzano |

| 2 marca 2023 | Real Madryt | 0:1   | FC Barcelona       |                                                                               |
| 21:00 CET    |             | (0:1) | 26' (sam.) Militão | Estadio Santiago Bernabéu, Madryt Widzów: 60 000 Sędzia: José Munuera Montero |

### Rewanże
| 4 kwietnia 2023 | Athletic Bilbao | 1:1 (pd.)       | CA Osasuna  |                                                                    |
| 21:00 CET       | I. Williams 33' | (1:0, 1:0, 1:0) | 116' Ibáñez | San Mamés, Bilbao Widzów: 23 026 Sędzia: José Luis Munuera Montero |

| 5 kwietnia 2023 | FC Barcelona | 0:4   | Real Madryt                                 |                                                                  |
| 21:00 CET       |              | (0:1) | 45+1' Vinícius · 50', 58' (k.), 81' Benzema | Camp Nou, Barcelona Widzów: 94 902 Sędzia: Juan Martínez Munuera |

## Finał
| 6 maja 2023 22:00 CET | Real Madryt · Rodrygo 2', 70' | 2:1(1:0)Raport | CA Osasuna · 58' Torró | Estadio La Cartuja, Sewilla Widzów: 55 579 Sędzia: José Sánchez Martínez |
|                       |                               |                |                        |                                                                          |

| Real Madryt | CA Osasuna |

|                 | 1  | Thibaut Courtois    | 90+4' |     |
|                 | 2  | Dani Carvajal       |       |     |
|                 | 3  | Éder Militão        | 41'   |     |
|                 | 4  | David Alaba         |       |     |
|                 | 12 | Eduardo Camavinga   | 75'   |     |
|                 | 18 | Aurélien Tchouaméni |       | 69' |
|                 | 15 | Federico Valverde   | 90'   |     |
|                 | 8  | Toni Kroos          |       | 82' |
|                 | 21 | Rodrygo             |       | 89' |
|                 | 9  | Karim Benzema (c)   |       |     |
|                 | 20 | Vinícius Júnior     | 45'   |     |
| Zmiany:         |    |                     |       |     |
|                 | 13 | Andrij Łunin        |       |     |
|                 | 5  | Jesús Vallejo       |       |     |
|                 | 6  | Nacho               |       |     |
|                 | 16 | Álvaro Odriozola    |       |     |
|                 | 17 | Lucas Vázquez       |       |     |
|                 | 22 | Antonio Rüdiger     |       | 69' |
|                 | 10 | Luka Modrić         |       | 82' |
|                 | 19 | Dani Ceballos       |       |     |
|                 | 7  | Eden Hazard         |       |     |
|                 | 11 | Marco Asensio       |       | 89' |
|                 | 24 | Mariano Díaz        |       |     |
| Trener:         |    |                     |       |     |
| Carlo Ancelotti |    |                     |       |     |

|                 | 1  | Sergio Herrera    |       |     |
|                 | 15 | Rubén Peña        |       | 75' |
|                 | 23 | Aridane Hernández |       |     |
|                 | 5  | David García (c)  | 37'   |     |
|                 | 3  | Juan Cruz         |       |     |
|                 | 6  | Lucas Torró       |       | 86' |
|                 | 7  | Jon Moncayola     | 21'   |     |
|                 | 22 | Aimar Oroz        |       |     |
|                 | 16 | Moisés Gómez      |       | 86' |
|                 | 17 | Ante Budimir      |       | 70' |
|                 | 12 | Abde Ezzalzouli   |       | 75' |
| Zmiany:         |    |                   |       |     |
|                 | 25 | Aitor Fernández   |       |     |
|                 | 4  | Unai García       |       |     |
|                 | 20 | Manu Sánchez      |       |     |
|                 | 31 | Jorge Herrando    |       |     |
|                 | 35 | Diego Moreno      |       |     |
|                 | 11 | Kike Barja        | 83'   | 75' |
|                 | 14 | Rubén García      |       | 75' |
|                 | 19 | Pablo Ibáñez      | 90+4' | 86' |
|                 | 34 | Iker Muñoz        |       |     |
|                 | 9  | Ezequiel Ávila    |       | 70' |
|                 | 18 | Kike              |       | 86' |
| Trener:         |    |                   |       |     |
| Jagoba Arrasate |    |                   |       |     |

| Copa del Rey 2022–23 Zwycięzcy |
| ------------------------------ |
| Real Madryt 20. Tytuł          |

## Najlepsi strzelcy
| Bramki | Zawodnik            | Drużyna         |
| ------ | ------------------- | --------------- |
| 5      | Kike                | CA Osasuna      |
| 4      | Karim Benzema       | Real Madryt     |
| 4      | Samuel Chukwueze    | Villarreal CF   |
| 4      | Youssef En-Nesyri   | Sevilla FC      |
| 4      | Uroš Milanović      | Sporting Gijón  |
| 4      | Munir El Haddadi    | Getafe CF       |
| 4      | Oriol Soldevila     | CF Intercity    |
| 4      | Robert Navarro      | Real Sociedad   |
| 4      | Rodrygo             | Real Madryt     |
| 3      | Abdón Prats         | RCD Mallorca    |
| 3      | Alejandro Berenguer | Athletic Bilbao |
| 3      | Étienne Capoue      | Villarreal CF   |
| 3      | Gerard Moreno       | Villarreal CF   |
| 3      | Nico Williams       | Athletic Bilbao |
| 3      | Rodri               | AD Ceuta FC     |
| 3      | Vinícius Júnior     | Real Madryt     |

Źródło: